# الدين في صربيا

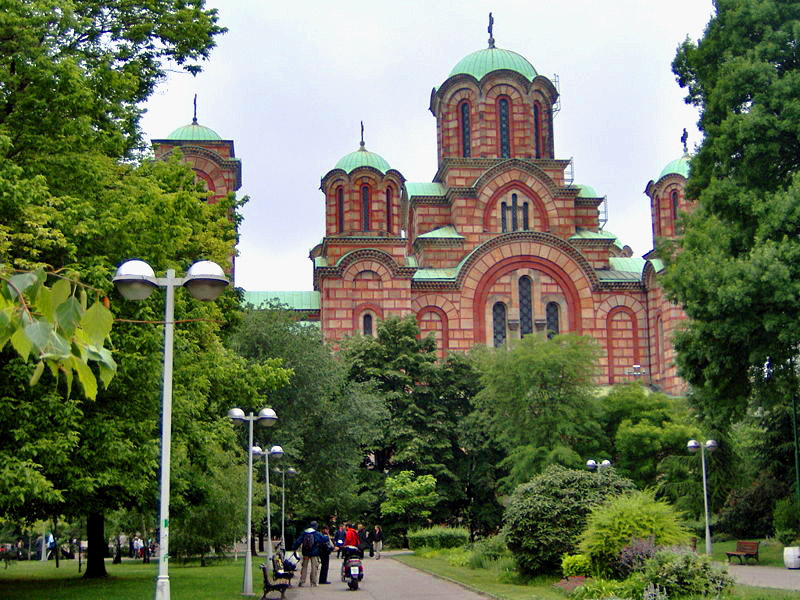

كانت صربيا تقليديًا دولة مسيحية منذ تنصير الصرب من قبل كليمنت الأوخريدي والقديس نعوم في القرن التاسع. الأرثوذكسية الشرقية هي الطائفة السائدة، والكنيسة الأرثوذكسية الصربية مسؤولة عنها.
تأسس الإسلام السني في صربيا خلال الحكم العثماني للبلقان، وخاصة في المناطق الجنوبية في راسكا ووادي بريشيفو، وفي كوسوفو وميتوهيا المتنازع عليها. للكنيسة الكاثوليكية جذور في صربيا منذ أن كان المجريون في فويفودينا (في الجزء الشمالي من المقاطعة تحديدًا)، ووصلت البروتستناتية في القرنين الثامن عشر والتاسع عشر إلى فويفودينا.

## المسيحية الشرقية

### الأرثوذكسية الشرقية
يُعد معظم الصرب من أتباع الكنيسة الأرثوذكسية الصربية، وتوجد الكنيسة الأرثوذكسية الرومانية في أجزاء من فويفودينا التي تسكنها الأقلية الرومانية. وبالإضافة إلى الصرب، فإن المونتنيغريين والرومانيين والفلاش والمقدونيين والبلغار ومعظم الغجر يتبعون المسيحية الأرثوذكسية الشرقية.
تسود المسيحية الأرثوذكسية الشرقية في معظم مناطق صربيا، وتكون أقل في البلديات والمدن القريبة من الحدود مع الدول المجاورة، حيث توجد نسب أكبر من أتباع الإسلام أو الكاثوليكية، وتغلب البروتستانتية في بلديتين في فويفودينا. تنتشر الأرثوذكسية الشرقية في معظم المدن الكبرى في صربيا، باستثناء سوبوتيكا (غالبيتها كاثوليكية) ونوفي بازار (غالبيتها مسلمة).
شكلت الأرثوذكسية الشرقية والكنيسة الأرثوذكسية الصربية الهوية الصربية الإثنية، وهو ما وصل إلى ادعاءات بأن أتباع الديانات الأخرى ليسوا صربًا. تحول السلاف الجنوبيون من الوثنية إلى المسيحية قبل الانشقاق العظيم، وهو الانقسام بين الشرق اليوناني والغرب اللاتيني. بعد الانشقاق، أصبح المسيحيون الموجودون في نطاق النفوذ الأرثوذكسي الشرقي «أرثوذكس شرقيين» وأصبح الموجودون في نطاق النفوذ الكاثوليكي، تحت حكم روما بوصفها الكرسي البطريركي للغرب، «كاثوليك». يرى بعض علماء الإثنية أن الفرق بين الهويتين الصربية والكرواتية مرتبط بالدين لا الإثنية. منذ النصف الثاني من القرن التاسع عشر، تحول بعض من الصرب إلى البروتستانتية، وكان بعض الصرب تاريخيًا أيضًا كاثوليك لاتينيين (خاصة في دالماتيا) أو كاثوليك شرقيين.

### الكاثوليكية
توجد الكاثوليكية على نحو أساسي في الجزء الشمالي من فويفودينا، وخاصة في البلديات ذات الأغلبية الإثنية المجرية (باتشكا توبولا، مالي إيدوش، كانيجا، سينتا، آدا، تشوكا)، ومدينة سوبوتيكا متعددة الإثنيات، وبلدية بيتشي متعددة الإثنيات. تتبع الكاثوليكية على نحو رئيسي المجموعات الآتية: المجريون، الكروات، بونيفتشي، الألمان، السلوفينيون، التشيكيون، وغيرهم. يتبع الكاثوليكية عدد أقل من الغجر والسلوفاك والصرب. أما الروسينيين الإثنيين وعدد أقل من الأوكرانيين والإثنيين فهم كاثوليك يتبعون الطقوس الشرقية.

### البروتستانتية
توجد أكبر نسبة من المسيحيين البروتستانت في صربيا على مستوى البلديات في بلديتي باتشكي بتروفاتش وكوفاتشيتشا، حيث الأغلبية المطلقة أو النسبية من السكان من السلوفاك الإثنيين (يتبع معظمهم المسيحية البروتستانتية). يتبع أعضاء من المجموعات الإثنية الأخرى أشكالًا مختلفة من المسيحية البروتستانتية.
توجد مجموعات بروتستانتية مختلفة في البلاد، مثل الميثوديين، والسبتيين، والمعمدانيين الإنجيليين (الناصريين). توجد كثير من هذه المجموعات في مقاطعة فويفودينا المتنوعة ثقافيًا. بدأت البروتستانتية (خاصة في شكلها الناصري) في الانتشار بين الصرب في فويفودينا في العقود الأخيرة من القرن التاسع عشر. كان عدد البروتستانت في المنطقة أكبر قبل الحرب العالمية الثانية.

## الإسلام
مع وصول الإمبراطورية العثمانية، تحول بعض الصرب إلى الإسلام. جرى هذا التحول على نحو خاص في البوسنة العثمانية، ولم يكن تحولًا تامًا. من أشهر الصرب المسلمين محمد باشا سوكولوفيتش أو ميشا سليموفيتش.
حاليًا، يوجد الإسلام في جنوب غرب صربيا، في منطقتي سنجق وراشكا (وخاصة في مدينة نوفي بازار وبلديتي توتين وسيينيكا)، وفي أجزاء من جنوب صربيا (بلديتي بريشيفو وبويانوفاتس). المجموعات الإثنية التي يتبع معظم أعضائها الإسلام: البوسنيون والمسلمون الإثنيون والألبان والشعب الغوراني. يتبع عدد كبير من الغجر الإسلام. قرر كثير من الألبان المسلمين الذين قاطعوا التعداد السكاني في 2011 المشاركة في تعداد 2022.